# دانیل شولز
دانیل شولز (انگلیسی: Daniel Schulz؛ زادهٔ ۲۱ فوریهٔ ۱۹۸۶) بازیکن فوتبال اهل آلمان است.
از باشگاه‌هایی که در آن بازی کرده‌است می‌توان به باشگاه فوتبال اس‌وی زاندهاوزن و باشگاه فوتبال یونیون برلین اشاره کرد.
وی همچنین در تیم ملی فوتبال زیر ۲۱ سال آلمان بازی کرده‌است.